# Entonación
La entonación es la variación de la altura tonal de la voz con que se pronuncia un enunciado. El tono o, en términos acústicos, la frecuencia fundamental, Fo, se corresponde articulatoriamente con la frecuencia de vibración de los pliegues vocales. En los sonidos sordos no se produce vibración de las cuerdas vocales, por tanto, realmente no existe tono del sonido, aunque el oyente es capaz de reconstruir esos huecos de sonoridad. Por otro lado, la entonación también afecta al canto.
En todas las lenguas se usan variaciones tonales con fines lingüísticos. En las llamadas lenguas tonales las variaciones de tono pueden servir para realizar distinciones léxicas o morfológicas, como sucede en la mayoría de las lenguas del mundo. Se estima que entre el 60 y el 70 % de las lenguas del mundo poseen esta característica, sobre todo en Asia y África. Ejemplos de estas lenguas son el chino mandarín o el yoruba. En las lenguas no específicamente tonales la variación de tono tiene que ver con fenómenos post-léxicos; estos cambios melódicos reciben el nombre de entonación. Debe tenerse en cuenta que los tonemas de las lenguas tonales tienen un comportamiento diferente de la entonación, ya que estas lenguas también tienen entonación, a pesar de que la frecuencia fundamental sigue estando involucrada en lograr un tono u otro en cada sílaba. En muchas lenguas la variación de frecuencia también interviene, junto a la duración y la intensidad, para marcar el acento tónico, pero esos fenómenos no se califican de entonación.

## Lenguas entonacionales
En lenguas no tonales como el español el tono empleado para una palabra como /más/ no altera su significado, sin embargo su interpretación pragmática sí varía como sucede en:
¡Más!
¿Más?
¿Tienes los mismos años que Pedro? Más
Las lenguas que solo usan la variación de tono para fenómenos pragmáticos se llaman lenguas entonacionales. En estas lenguas la entonación se utiliza para varios fines:
- Marcación de oraciones interrogativas y exclamativas.
- Marcación del tema - rema, topicalización, focalización, etc.
- Información paralingüística y extralingüística: sirve para dar expresión a los sentimientos que acompañan a la emisión de un determinado enunciado. Matices tan modificadores del sentido como la ira, la ironía, la duda, quedarían fuera de la percepción del oyente si lo expresado careciese de la entonación adecuada.

La entonación es un fenómeno suprasegmental porque transmite información de un nivel superior al nivel léxico. Esta información, que es fonológicamente significativa, pero que no está contenida en los segmentos aislados (fonemas, sílabas, palabras), permite distinguir oraciones completas que de otra manera serían fonéticamente idénticas en todos sus detalles:
Llegaron mis amigos
¿Llegaron mis amigos?

### Unidades de análisis
El contorno entonacional puede ser analizado estudiando las cambios tonales que ocurren en partes concretas de la oración, especialmente en las fronteras de constituyentes sintácticos y en las sílabas tónicas. En lenguas como el español o el inglés hay dos tipos de eventos tonales importantes: las variaciones en las sílabas tónicas y la variación tendencial al final de la oración. Los contornos tonales en las sílabas tónicas se llaman acentos tonales y los contornos asociados a los límites de oración se llaman tonos de frontera en la teoría métrica autosegmental.
Los cambios de tono se pueden analizar como un paso de un tono alto a un tono bajo o de un tono bajo a uno más alto. Para denotar los niveles de tono se usan generalmente dos niveles tonales A (alto) y B (bajo). En la notación usual de este tipo de análisis:
- la posición del acento se marca mediante *
- la posición final de oración se marca mediante %
- la posición de final de tópico se marca mediante -

### Idioma español
En una sílaba tónica del español, el tono cambia de alto a bajo o al revés, es decir, los acentos tonales del español pueden ser de dos tipos:
- Ascendente o prenuclear, en este tipo de acento la sílaba postónica tiene un tono más alto que la sílaba tónica, con la notación anterior este tipo de acento se denota como L*H
- Descendente o nuclear, en este tipo de acento la sílaba tónica tiene una tono más alto que la pretónica, este tipo de acento se denota B*A.

El primero se suele dar en las sílabas tónicas que no constituyen la última palabra léxica, mientras que el segundo generalmente solo aparece en la última palabra léxica con acento dentro de la oración. Por tanto el acento descendente tiende a marcar el final de la oración. En español el llamado «acento oracional» o acento nuclear recae en la palabra que tiene acento de palabra de tipo BA*.
La entonación de una oración enunciativa sin topicalización del español empieza en tono alto o ascendente, presentará variaciones en ciertas sílabas tónicas y hacia el final dependiendo de la modalidad que se adopte, terminará de forma ascendente (oraciones interrogativas) o descendente (oraciones enunciativas). Un ejemplo de contorno oracional típico del español en una oración enunciativa no marcada (sin topicalización) sería:
Miraban a MaRIAno
B*A                  BA*         B%
Es decir el primer acento prenuclear es B*A, el acento nuclear (versalita) es BA* y el final de la oración tiende a tono bajo (B%). El acento nuclear BA* del español tiene una fuerte tendencia a ser fijo (aunque puede aparecer en otras posiciones) y estar al final de la oración (a diferencia de lenguas como el inglés y otras lenguas germánicas occidentales). La fijeza del acento nuclear del español está compensada por la flexibilidad del orden sintáctico en español, algunos órdenes sintácticos en que el verbo aparece frente al sujeto se explican, por el intento del hablante de dejar el sujeto al final para que reciba el acento nuclear:
Ha salido el SOL
Se ha roto la MÁquina
Frente a órdenes marcados o con topicalización como:
El sol ha saLIdo (hablando previamente del tiempo)
La máquina se ha ROto (hablando previamente de la máquina)
Esto contrasta con los hechos en inglés, donde el orden sintáctico es muy rígido pero en contrapartida el acento nuclear es más variable y puede señalar un determinado constituyente aunque no esté al final de la oración.

## La entonación en las lenguas tonales
La entonación tiene función significativa en las lenguas tonales (información lingüística).